# Jardín botánico de Asjabad
El jardín botánico de Asjabad, fundado el 1 de octubre de 1929, es el jardín botánico más antiguo de Turkmenistán. Cubre un área de unas 18 hectáreas y contiene una exposición en vivo de más de 500 especies diferentes de plantas procedentes de diversas partes del mundo. El parque está dividido en varias zonas climáticas, decoradas con esculturas y cenadores. También dispone de invernaderos.

## Historia
Asia Central tiene una larga tradición de cultivo de plantas ornamentales. Después de una interrupción de varios siglos, se reanudó el interés por el cultivo de plantas de flor con interés paisajístico. En 1896, se inauguró la Escuela de Horticultura, que emprendería los primeros intentos de organizar un trabajo sistemático. En 1924 se creó un vivero y en 1926 se organizó la Estación Central de Cultura Forestal, el antecedente más inmediato a la creación en 1929 del Jardín Botánico.
El primer emplazamiento, donde se recolectaron las plantas más decorativas de la flora natural de Turkmenistán, se realizó en 1935. Los primeros científicos e investigadores tuvieron la tarea de desarrollar un diseño de jardín, plantar cultivos, identificar las primeras áreas científicas y equipar invernaderos. 
Desde 1951, se ha incluido en la Academia de Ciencias de la RSS de Turkmenistán. 
En agosto de 2019, el Jardín Botánico fue transferido a la estructura de la Universidad Agrícola Turkmena S. A. Niyazov, luego de lo cual se cerró para su reconstrucción.

## Jardín de exposición
Se ha recolectado una extensa colección botánica en el jardín, que representa una amplia gama de especies conocidas de la flora del mundo. Cada año se recolectan las semillas de cada planta, y en el otoño se siembran. 